# Retruécano
El retruécano o conmutación es una figura retórica de repetición que consiste en un quiasmo al que se le ha añadido también el cruce de las funciones sintácticas de los términos implicados. En otras palabras, el retruécano es la reorganización diferente de los elementos de una oración en otra oración subsiguiente.
Por ejemplo, «hay muchos que siendo pobres merecen ser ricos, y los hay que siendo ricos merecen ser pobres.» (Quevedo). En este ejemplo se tiene, en primer lugar, el quiasmo que consiste en el intercambio de posición en el texto de los términos pobres y ricos; pero, en este caso, se habla de retruécano porque, además, las funciones sintácticas también han sido cruzadas: en su primera aparición, ricos es el atributo de ser; pero en la siguiente frase, el atributo pasa a ser pobres.

## Ejemplos
"Muchos de los que viven merecen la muerte.

Muchos de los que mueren merecen vivir.

¿Puedes devolver la vida?"
J. R. R. Tolkien

Si tu vida fuera mi vida moriría de pena.

No me acuerdo, pero no es cierto.

Y si es cierto, no me acuerdo.

No me acuerdo hoy.
Los Tres, No es cierto (fragmento)

Otros ejemplos:
- «Hay grandes libros en el mundo, y grandes mundos en los libros».
- «Hay gente que ríe en el baño y yo me baño en el río».
- «No es lo mismo una bola negra que una negra en bola».
- Cómo avanza la obra: "Entre chilote y camagua, o, Entre camagua y elote"?
- «En el amor no hay temor, sino que el perfecto amor expulsa al temor» San Juan apóstol.
- «Voy a prenderme fuego sin llamas, ahora que no me llamas ni para pedirme fuego».
- «Pensar tanto en ti en la vida, es como la vida soñando solo contigo».
- «Muchas vueltas da la vida, las vueltas dan mucha vida».
- «Jugar con el Tito es jugar con el fuego; jugar con el fuego es jugar con el Tito».
- «Voy de palabras con cuerpo a tu cuerpo sin palabras».
- «Si no hay contrato, no hay garantía; si no hay garantía, no hay contrato».
- «Mujer eres llamarada/ llamarada eres mujer».
- No sabía ya si nuestra tropa «era un animal que quería ser muchos, o muchos animales que querían ser uno».
- «No es lo mismo la tormenta se avecina, que la vecina se atormenta».
- «Quien no vive para servir, no sirve para vivir».
- «Ni están todos los que son, ni son todos los que están».
- «Uno para todos y todos para uno».

## Sobre cómo analizar e interpretar este tipo de creaciones
Son unos cuantos los "aforismos" que utilizan el retruécano, jugando con la polisemia y la homofonía de algunas palabras, y sin descuidar tampoco la semántica y la etimología de cada término.
De ese modo se manejan vocablos, conciliando conceptos antitéticos e incluso antinómicos, y frecuentemente alternando entre reflexiones humorísticas (del tipo, por ejemplo, de las usadas por Woody Allen y Juan Verdaguer) y reflexiones trágicas (Sofocles, Euripides), sin olvidar que estas sentencias siempre vehiculan conceptos y mensajes profundos y duraderos como personas.